# Лагрейндж (окръг, Индиана)
Окръг Лагрейндж (на английски: LaGrange County) е окръг в щата Индиана, Съединени американски щати. Площта му е 1002 km², а населението е 40 446 души (1 април 2020). Административен център е град Лагрейндж.